# Susanne Brokesch
Susanne Brokesch (* 1972 in Wien) ist eine österreichische Musikerin, Komponistin und DJ. Sie veröffentlichte unter ihrem bürgerlichen Namen und den Pseudonymen Sil Electronics, DJ Sil und Men at Arms.

## Leben
Susanne Brokesch wurde 1972 in Wien geboren. Bereits als Kind schrieb sie eigene Lieder, die sie bei Familienfeiern vorführte. Nach der Schule arbeitete sie in verschiedenen Berufen, bevor sie in den 1990er Jahren als DJ im Bereich der elektronischen Musik auftrat.
1995 veröffentlichte sie unter dem Pseudonym DJ Sil ihre Debüt-Single White Cloud auf dem von Erdem Tunakan und Patrick Pulsinger betriebenen Wiener Label Cheap Records. Im gleichen Jahr veröffentlichte sie als Sil Electronics auf Tommi Grönlunds finnischem Techno-Label Sähkö Recordings die Single Tal-S.
Über Tunakan und Pulsinger ergaben sich Kontakte zum Münchner Label Disko B, auf dem 1997 ihr unter dem bürgerlichen Namen veröffentlichtes Debütalbum Sharing the Sunhat erschien. Das Album gelangte in die Redaktionscharts der Musikzeitschriften Spex und The Wire. Ab 1998 folgten weitere Veröffentlichungen unter dem Pseudonym Men at Arms. Im gleichen Jahr übernahm sie für den Bayerischen Rundfunk mit Barbara Schäfer die Regie einer Hörspiel-Vertonung von Jack Kerouacs Beatnik-Roman Unterwegs.
Im Jahr 2003 erschien ihr zweites Album So Easy Hard to Practice ebenfalls bei Disko B. Zwei Jahre danach veröffentlichte Brokesch ihr drittes Album Emerald Stars auf Chicks On Speed Records. Im Oktober 2024 veröffentlichte Brokesch das Album Shallow Blues, auf dem sie experimentelle elektronische Musik mit Folk kombinierte.
Brokesch komponierte Musik für Kunstausstellungen, Filme und Dokumentationen. Darüber hinaus gestaltete sie auch Plattencover und schrieb Kurzgeschichten und Gedichte. Neben ihren Solo-Aktivitäten ist sie Mitglied in Abe Duques Projekt Rancho Relaxo Allstars, das seit Mitte der 1990er Jahre mehrere Alben unter anderem über Disko B veröffentlichte.
Brokesch lebt in New York City.

## Diskografie
Alben
- 1997: Susanne Brokesch – Sharing the Sunhat (Disko B)
- 2003: Susanne Brokesch – So Easy Hard to Practice (Disko B)
- 2005: Susanne Brokesch – Emerald Stars (Chicks On Speed Records)
- 2024: Susanne Brokesch – Shallow Blues (Stanza Libretto Publishing)

Singles und EPs
- 1995: DJ Sil – White Cloud (Cheap Records)
- 1995: Sil Electronics – Tal-S (Sähkö Recordings)
- 1998: Men at Arms – Vanguard (Craft Records)
- 1999: Alex Is My Bro feat. Demon Flowers and Men At Arms – Action Extensions (Craft Records)
- 1999: Susanne Brokesch – Soundtrack #03 (Ego Vacuum)
- 1999: Susanne Brokesch – Untitled 7" (Syntactic)
- 2000: Men at Arms – Under Siege (Craft Records)
- 2000: Men at Arms – Soundtrack #04 (Ego Vacuum)

## Hörspiele (Auswahl)
- 1998: Jack Kerouac: Unterwegs (2. Teil) – (Komposition und Regie gemeinsam mit Barbara Schäfer) (Hörspielbearbeitung – BR)
- 2009: Alexander Kluge: Chronik der Gefühle (10. Teil: Unheimlichkeit der Zeit. Der Luftangriff auf Halberstadt am 8. April 1945) (Komposition) – Bearbeitung und Regie: Karl Bruckmaier (Hörspielbearbeitung – BR)
- 2009: Alexander Kluge: Chronik der Gefühle (11. Teil: Massensterben in Venedig) (Komposition) – Bearbeitung und Regie: Karl Bruckmaier (Hörspielbearbeitung – BR)